# Miss Tourism of the World
Miss Tourism of the World nebo také Miss Tourism World je mezinárodní soutěž krásy.

## Vítězky[1]
| rok  | Vítězka           | Země       | Datum konání       | Místo konání | Česká reprezentantka | Celkem reprezentantek |
| ---- | ----------------- | ---------- | ------------------ | ------------ | -------------------- | --------------------- |
| 2000 | Francys Barraza   | Venezuela  | 26. listopadu 2000 | St Pauls Bay |                      | 48                    |
| 2001 | Anita Dujic       | Chorvatsko | 30. září 2001      | Medellín     | Gabriela Adamcová    | 59                    |
| 2002 | Michelle Reyes    | Filipíny   | 20. prosince 2002  | Ankara       |                      | 62                    |
| 2003 | Alina Ciorogariu  | Rumunsko   | 12. prosince 2003  | Valencie     |                      | 45                    |
| 2005 | Zuzana Putnářová  | Česko      | 26. února 2005     | Harare       | Zuzana Putnářová     | 86                    |
| 2007 | Ecaterina Sau     | Moldavsko  | 20. prosince 2007  | Ankara       |                      | 59                    |
| 2012 | Tatyana Maksimova | Rusko      | 16. prosince 2012  | Bankok       | Jana Zapletalová     | 60                    |
| 2013 | Beronika Martinez | Venezuela  | říjen 2013         | Malabo       | Michaela Haladová    | 60                    |

### Počet vítězství jednotlivých zemí
| Země       | Počet titulů | Roky vítězství |
| ---------- | ------------ | -------------- |
| Venezuela  | 2            | 2000, 2013     |
| Chorvatsko | 1            | 2001           |
| Filipíny   | 1            | 2002           |
| Rumunsko   | 1            | 2003           |
| Česko      | 1            | 2005           |
| Moldavsko  | 1            | 2007           |
| Rusko      | 1            | 2012           |

## Úspěchy českých dívek
| Ročník                         | jméno a příjmení  | umístění       |
| ------------------------------ | ----------------- | -------------- |
| Miss Tourism of the World 2001 | Gabriela Adamcová | semifinalistka |
| Miss Tourism of the World 2005 | Zuzana Putnářová  | vítězka        |
| Miss Tourism of the World 2013 | Michaela Haladová | II. vicemiss   |